# Crocidura nigripes lipara
Crocidura nigripes lipara is een ondersoort van de spitsmuis Crocidura nigripes die voorkomt in de laagland- en bergregenwouden van Midden-Celebes. Deze ondersoort is wat groter dan de andere ondersoort, C. n. nigripes uit Noord-Celebes. Het is een middelgrote, donkerbruine spitsmuis met zwarte voeten. De kop-romplengte bedraagt 72 tot 86 mm, de staartlengte 50 tot 65 mm, de achtervoetlengte 13,6 tot 15,5 mm en het gewicht 8 tot 12 g.